# Championnat d'Écosse de football 1954-1955
Navigation
Saison précédente Saison suivante
La 58e édition du championnat d'Écosse de football est remportée par le Aberdeen Football Club. C’est le 1er titre de champion du club du nord de l’Écosse. Aberdeen entre dans le cercle très fermé des clubs ayant remporté le championnat : les Rangers, le Celtic, Heart of Midlothian, Dumbarton, Motherwell et Third Lanark. Aberdeen FC l’emporte avec 3 points d’avance sur le Celtic FC. Le Rangers FC complète le podium.
Stirling Albion FC termine à la dernière place avec un des plus faibles totaux de l’histoire du championnat : 6 points en 30 matchs pour 2 victoires et 105 buts encaissés.
Le système de promotion/relégation est en suspens cette année : la fédération écossaise ayant décidé de modifier le format du championnat en faisant passer la première division de 16 à 18 équipes, aucune équipe n'est reléguée. Airdrieonians et Dunfermline Athletic montent dans l'élite et sont les 17e et 18e équipes de celle-ci.
Avec 21 buts marqués en 30 matchs, Willie Bauld de Heart of Midlothian remporte pour la deuxième fois le classement des meilleurs buteurs du championnat.

## Les clubs de l'édition 1954-1955
| \| Aberdeen FC Glasgow · Celtic - Rangers Dundee FC Édimbourg · Heart - Hibernian Clyde FC Motherwell FC Kilmarnock FC Saint Mirren Stirling Albion FC Queen of the South Airdrieonians \| Localisation des clubs engagés dans le championnat. |
| Aberdeen FC Glasgow · Celtic - Rangers Dundee FC Édimbourg · Heart - Hibernian Clyde FC Motherwell FC Kilmarnock FC Saint Mirren Stirling Albion FC Queen of the South Airdrieonians                                                           |

| Club                              | Ville      |
| --------------------------------- | ---------- |
| Aberdeen Football Club            | Aberdeen   |
| Celtic Football Club              | Glasgow    |
| Clyde Football Club               | Glasgow    |
| Dundee Football Club              | Dundee     |
| East Fife Football Club           | Methil     |
| Heart of Midlothian Football Club | Édimbourg  |
| Hibernian Football Club           | Leith      |
| Falkirk Football Club             | Falkirk    |
| Kilmarnock Football Club          | Kilmarnock |
| Motherwell Football Club          | Motherwell |
| Partick Thistle Football Club     | Glasgow    |
| Queen of the South Football Club  | Dumfries   |
| Raith Rovers Football Club        | Kirkcaldy  |
| Rangers Football Club             | Glasgow    |
| Saint Mirren Football Club        | Paisley    |
| Stirling Albion Football Club     | Stirling   |

## Compétition

### Classement
Le classement est conçu sur le barème de points classique (victoire à 2 points, match nul à 1, défaite à 0).
| Rang | Équipe              | Pts | J  | G  | N | P  | Bp | Bc  | Diff |
| ---- | ------------------- | --- | -- | -- | - | -- | -- | --- | ---- |
| 1    | Aberdeen FC         | 49  | 30 | 24 | 1 | 5  | 73 | 26  | +47  |
| 2    | Celtic FC T         | 46  | 30 | 19 | 8 | 3  | 76 | 37  | +39  |
| 3    | Rangers FC          | 41  | 30 | 19 | 3 | 8  | 67 | 33  | +34  |
| 4    | Heart of Midlothian | 39  | 30 | 16 | 7 | 7  | 74 | 45  | +29  |
| 5    | Hibernian FC        | 34  | 30 | 15 | 4 | 11 | 64 | 54  | +10  |
| 6    | Saint Mirren        | 32  | 30 | 12 | 8 | 10 | 55 | 54  | +1   |
| 7    | Clyde FC C          | 31  | 30 | 11 | 9 | 10 | 59 | 50  | +9   |
| 8    | Dundee FC           | 30  | 30 | 13 | 4 | 13 | 48 | 48  | 0    |
| 9    | Partick Thistle FC  | 29  | 30 | 11 | 7 | 12 | 49 | 61  | -12  |
| 10   | Kilmarnock FC P     | 26  | 30 | 10 | 6 | 14 | 46 | 58  | -12  |
| 11   | East Fife           | 24  | 30 | 9  | 6 | 15 | 51 | 62  | -11  |
| 12   | Falkirk FC          | 24  | 30 | 8  | 8 | 14 | 42 | 54  | -12  |
| 13   | Queen of the South  | 24  | 30 | 9  | 6 | 15 | 38 | 56  | -18  |
| 14   | Raith Rovers        | 23  | 30 | 10 | 3 | 17 | 49 | 57  | -8   |
| 15   | Motherwell FC P     | 22  | 30 | 9  | 4 | 17 | 42 | 62  | -20  |
| 16   | Stirling Albion FC  | 6   | 30 | 2  | 2 | 26 | 29 | 105 | -76  |

| Légende : Qualifications et relégations | Légende : Qualifications et relégations                           |
| --------------------------------------- | ----------------------------------------------------------------- |
|                                         | Champion d'Écosse                                                 |
|                                         | Relégation en deuxième division                                   |
|                                         | T : Tenant du titre C : Vainqueur de la Coupe d'Écosse P : Promus |

## Bilan de la saison
| Tableau d'Honneur                |             |
| Compétition                      | Vainqueur   |
| Championnat d'Écosse de football | Aberdeen FC |
| Coupe d'Écosse de football       | Clyde FC    |

| Promotions et relégations |                                             |
| Promus                    | Airdrieonians Dunfermline Athletic          |
| Relégués                  | Motherwell FC Stirling Albion Football Club |

## Statistiques

### Meilleur buteur
1. Willie Bauld, Heart of Midlothian, 21 buts